# Торогуміт
Торогуміт (рос. торогуммит; англ. thorogummite; нім. Thoro-Gummit m) — мінерал, силікат торію й урану острівної будови. Гідратований різновид ториту. (W.E.Hidden, J.B.MacKintosh, 1889). Синоніми: макінтошит, мейтландит, ніколаїт, хлороторит, хібліт.

## Опис
Хімічна формула:
- 1. За Є. Лазаренком: (Th, U)[SiO4]•4H2O.
- 2. За Г.Штрюбелем, З. Х. Ціммером: (Th, U) [(SiO4)(ОН)4].
- 3. За К.Фреєм і «Fleischer's Glossary» (2004): (Th, U)(SiO4)1-х(ОН)4х.

Містить у (%): ThO2 — 48,62; UO2 — 24,86; SiO2 — 16,58; H2O — 9,94.
Сингонія тетрагональна. Дитетрагонально-дипірамідальний вид. За обрисом кристали нагадують циркон. Частіше виділений в суцільних масах. Густина 4,43-4,57. Тв. 3,5-4,0. Колір темно-бурий до жовтого. Блиск напівскляний. Непрозорий. Злом раковистий. Крихкий. Сильно радіоактивний. Вторинний мінерал. Продукт гідратації ториту та ін. торієвих мінералів. Зустрічається в грубозернистих пегматитових жилах разом з циртолітом, фергусонітом і рідше в гідротермальних родовищах. Рідкісний.